# 155142 Tenagra
155142 Tenagra eller 2005 UD4 är en asteroid i huvudbältet som upptäcktes den 26 oktober 2005 av den franske astronomen J.-C. Merlin vid Tenagra II. Den är uppkallad efter den mytiska ön Tenagra i den amerikanska science fiction serien Star Trek: The Next Generation avsnittet Darmok.